# Малотычиночный эпигонус
Малотычиночный эпигонус (лат. Epigonus macrops) — вид глубоководных донных лучепёрых рыб семейства эпигоновые (Epigonidae). Распространены в Тихом, Атлантическом и Индийском океане.

## Распространение
Индийский океан: от Танзании до Вьетнама, Индонезии и западной Австралии. Западная Атлантика: от Флориды, США до Суринама и Французской Гвианы.

## Биология и среда обитания
Морские батидемерсальные рыбы, обитают на континентальном склоне на глубинах 550—1300 м.

## Описание
Максимальная длина тела 21,2 см.